# Carlos Pau
Carlos Pau Español, född den 10 maj 1857 i Segorbe, död den 9 maj 1937 i Segorbe, var en spansk botaniker som framförallt studerade iberisk och marockansk flora.
Auktorsnamnet Pau kan användas för Carlos Pau i samband med ett vetenskapligt namn inom botaniken; se Wikipediaartiklar som länkar till auktorsnamnet.